# Klöntal

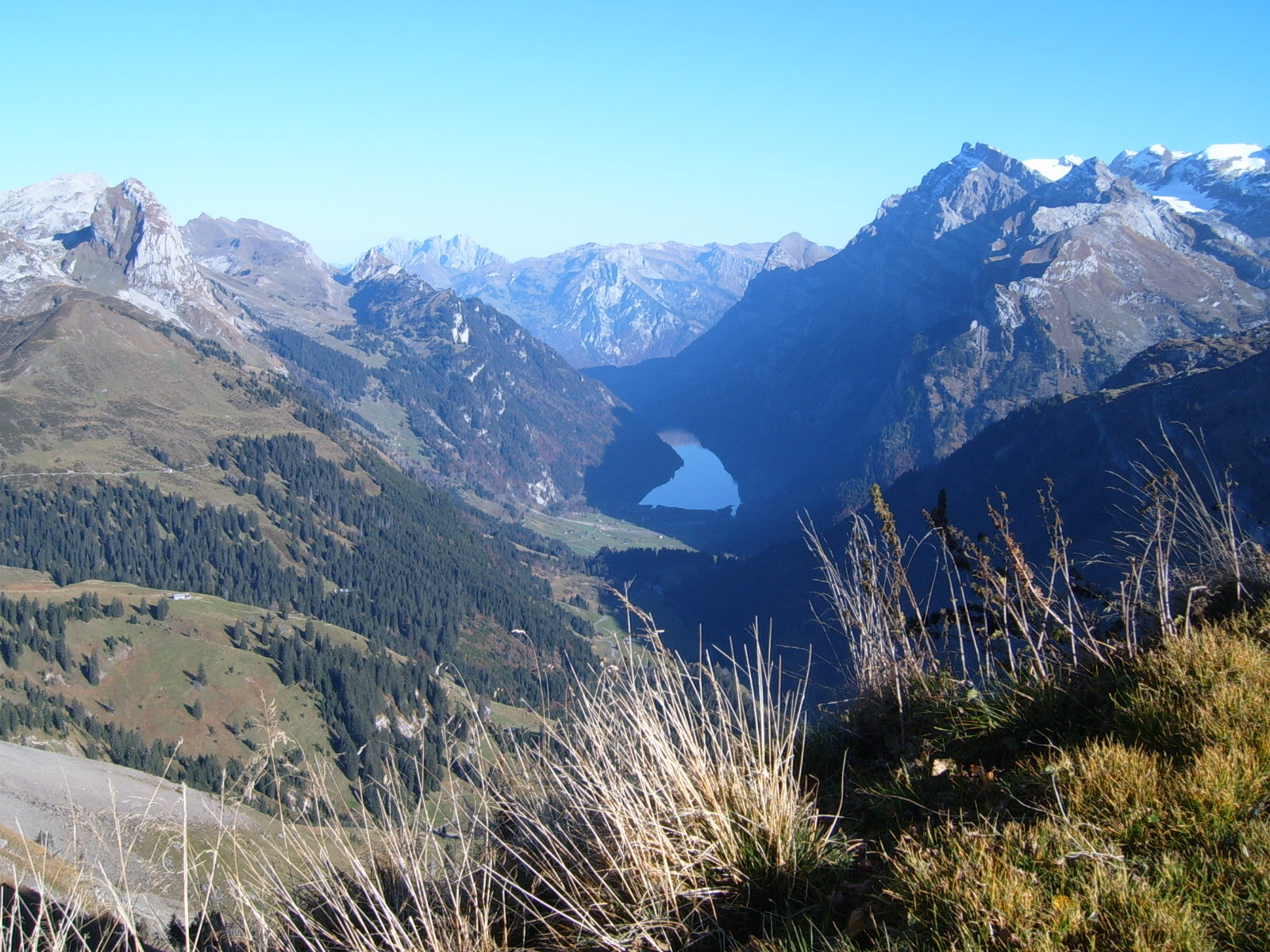
Das Klöntal, vom Saaspass im Westen aus gesehen, mit dem Klöntalersee im Schatten des Glärnisch

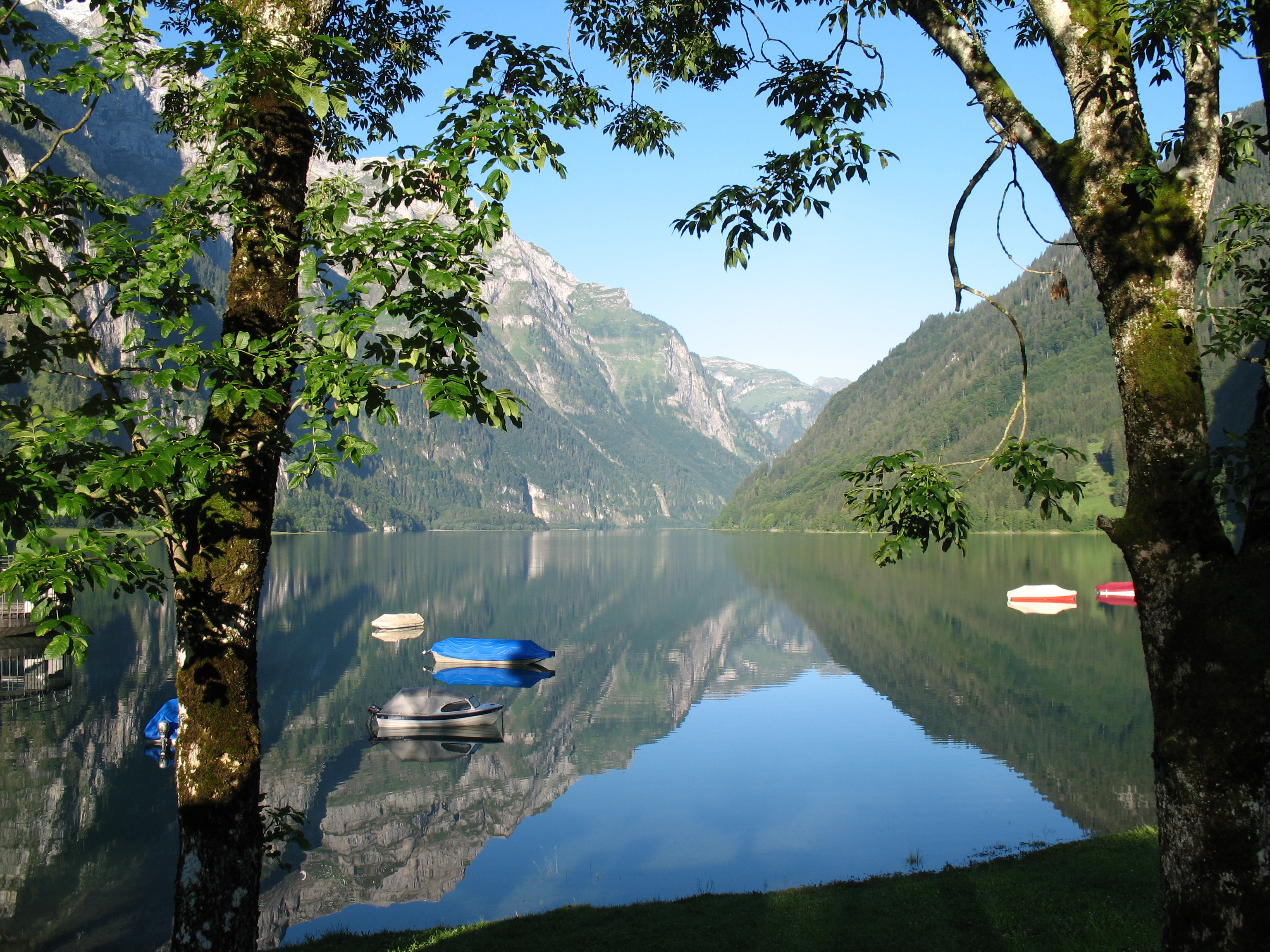
Gefüllter Klöntalersee gegen Westen

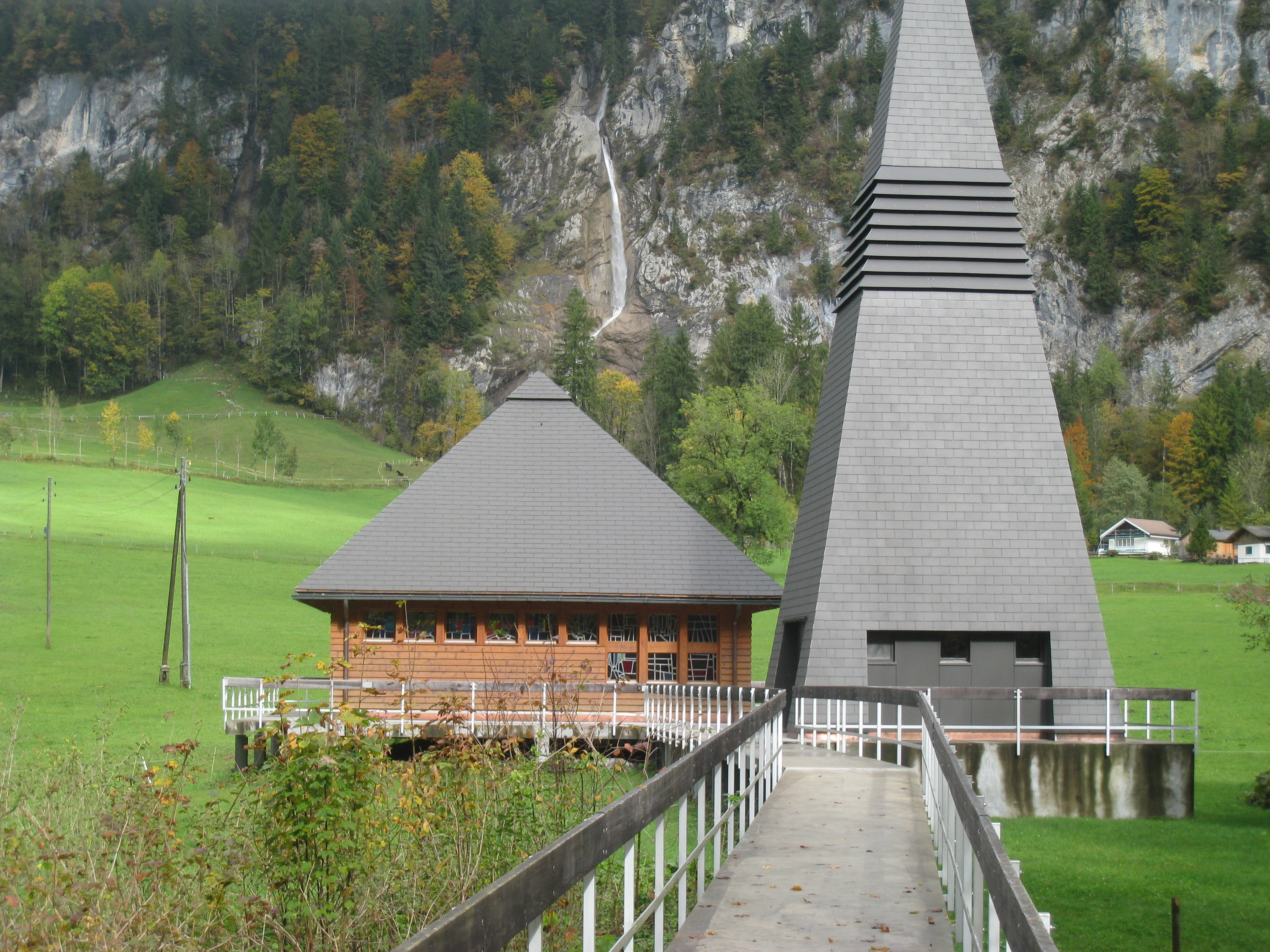
Bergkirche Klöntal

Luftbild aus 3500 m von Walter Mittelholzer (1923)

Das Klöntal ist ein Tal im Schweizer Kanton Glarus.

## Geographie
Das Tal gehört bis zur Kantonsgrenze zur Gemeinde Glarus, es handelt sich um eine Streusiedlung. Der Haupterwerbszweig ist die Landwirtschaft, für den Tourismus gibt es Restaurants und zwei Zeltplätze.
Der Klöntalersee liegt auf ca. 850 m ü. M. und wird von der Chlü und diversen kleineren Wasserfällen gespeist. Früher diente der See der Bevölkerung für die winterliche Eisbruchgewinnung. Heute dient er als Speichersee für ein Kraftwerk der Axpo AG.

## Verkehr
Das Klöntal wird nur im Sommer (Mai – Oktober) mit Postautos von Glarus aus bedient. Die Endstation ist in der Richisau (letzte Häuser vor der Kantonsgrenze). Die Strasse führt dem linken (nördlichen) Seeufer entlang, ist aber nicht wintersicher.
Die Landsgemeinde beschloss 2025 die Einführung von jährlich drei Autofreie Tage ab dem Jahr 2026 am jeweils letzten Sonntag im Juni, Juli und August.
Der Pragelpass verbindet das Klöntal mit dem Muotatal; er ist am Wochenende für den motorisierten Verkehr gesperrt (nur mit Velos befahrbar).

## Geschichte
Richisau war in der zweiten Hälfte des 19. Jahrhunderts als Kurort bekannt, der auch von Künstlern wie Conrad Ferdinand Meyer, Carl Spitteler und Arnold Böcklin besucht und wegen der Schönheit der Landschaft geschätzt wurde.

## Zitat
«Endlich, auf der Schanze einer beherrschenden Halde, kommt uns in der Ferne der Klöntalersee zu Gesicht, scheinbar ziemlich auf unserer Fläche liegend, in Wirklichkeit noch mehrere hundert Meter tiefer. Wem es glückt, hier eine günstige Beleuchtung, also Sonnenstrahl, womöglich Abendsonnenstrahl, vorzufinden, wird diesen Punkt für einen der schönsten in der Schweiz erklären. Denn Umrahmung, Beleuchtung, Färbung und Spiegelung des Klöntalersees ergeben als Summe eine Naturschönheit ersten Ranges.»